# Присутствие (фильм, 2024)
«Присутствие» (англ. Presence) — психологический триллер режиссёра Стивена Содерберга. Главные роли исполнили Люси Лью и Джулия Фокс. Сценарий к фильму написал Дэвид Кепп. Премьера фильма состоялась на кинофестивале «Сандэнс» 19 января 2024 года. В прокат в США картина вышла 24 января 2025 года, дистрибьютором выступила компания Neon. При бюджете в 2 миллиона долларов фильм собрал 10,5 миллиона и получил положительные отзывы критиков.

## Сюжет
Во время переезда в новый загородный дом семья обнаруживает, что они не одни.
Семья въезжает в новый дом — мама, папа и дети-подростки: сын и дочь. У всех у них свои заморочки: мама мутит что-то нелегальное на работе, папа думает развестись, сын издевается над одноклассницей, а дочь — в депрессии из-за смерти подруги. А еще в доме есть привидение, и у него тоже проблемы — оно что-то знает, но вмешиваться в жизнь живых не может…

## В ролях
- Люси Лью
- Джулия Фокс
- Крис Салливан
- Каллина Лэнг
- Эдди Мэдэй
- Вест Малхолланд

## Производство
О работе над фильмом ничего не было известно вплоть до декабря 2023 года, когда стало известно, что он станет частью программы кинофестиваля «Сандэнс» в 2024 году. Режиссёром стал Стивен Содерберг, продюсерами — Джули М. Андерсон и Кен Мейер.
Съёмки проходили летом 2023 года по временному соглашению с представителями SAG-AFTRA.
Премьера фильма состоялась 19 января 2024 года на кинофестивале «Сандэнс».

## Восприятие
На сайте Rotten Tomatoes фильм имеет рейтинг 87 % основанный на 19 отзывах, со средней оценкой 7.7/10. На Metacritic средневзвешенная оценка составляет 79 из 100 на основе 12 рецензий.